# Mogeville
Mogeville is een gemeente in het Franse departement Meuse in sw regio Grand Est en telt 74 inwoners (2009). De plaats maakt deel uit van het arrondissement Verdun.

## Geschiedenis
De gemeente maakte deel uit van het kanton Étain tot Mogeville op 22 maart 2015 werd opgenomen in het op die dag gevormde kanton Belleville-sur-Meuse.

## Geografie
De oppervlakte van Mogeville bedraagt 6,3 km², de bevolkingsdichtheid is dus 11,7 inwoners per km².
De onderstaande kaart toont de ligging van Mogeville met de belangrijkste infrastructuur en aangrenzende gemeenten.

## Demografie
Onderstaande figuur toont het verloop van het inwonertal (bron: INSEE-tellingen).